# Спаська церква (Володимирівка)

Спаська церква (Свято-преображенський храм) — церква, розташована в селищі Володимирівка, Краснокутського району, Харківської області, у маєтку «Наталіївка», який належав українському меценату, цукровозаводчику Павлу Харитоненку. Пам'ятка архітектури національного значення, охоронний номер 709/1.

## Історія

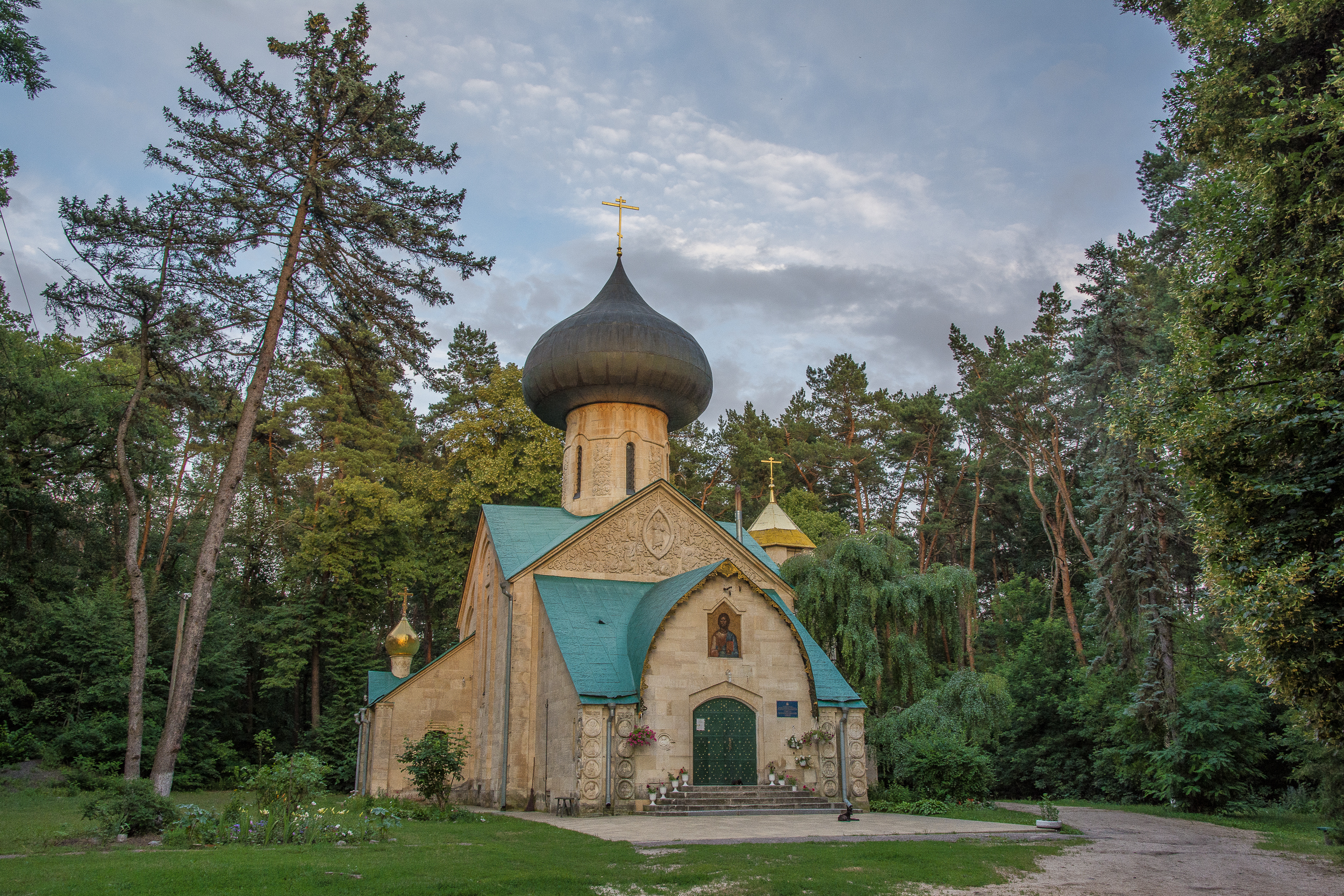

Павло Харитоненко прагнув спорудити церкву, у якій зберігатиметься його колекція культових предметів, зокрема ікон XII—XVIII століть . Церкву проектував відомий архітектор Олексій Щусєв. Авторами декору є Сергій Коньонков та Олександр Матвєєв. Споруду повністю добудували у 1913 році, до вінчання Наталії Харитоненко (доньки Павла Івановича) та князя Михайла Горчакова.
Після приходу більшовиків, понад 80 років приміщення церкви використовували як склад. Храм пофарбували, проте барельєфи не постраждали.

## Архітектура та оздоблення
Будівля поєднує стилі псковсько-новгородських храмів, модерну та навіть авангарду. Стіни прикрашені багатим декором — медальйонами та барельєфами на біблійну тематику.

## Галерея

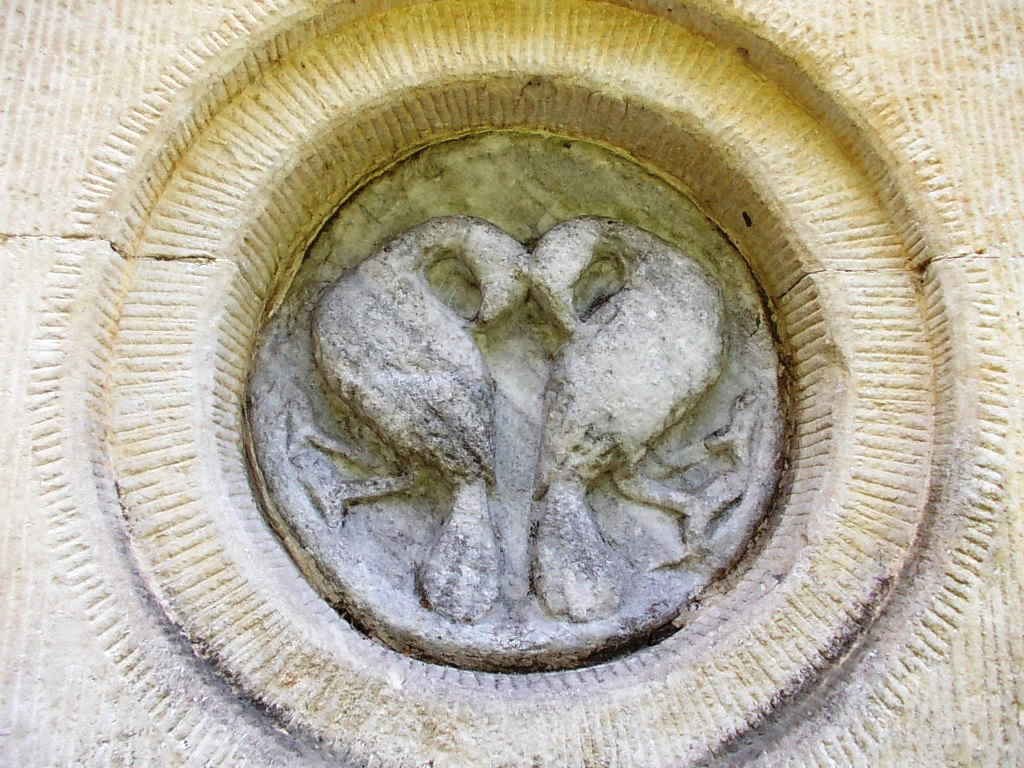
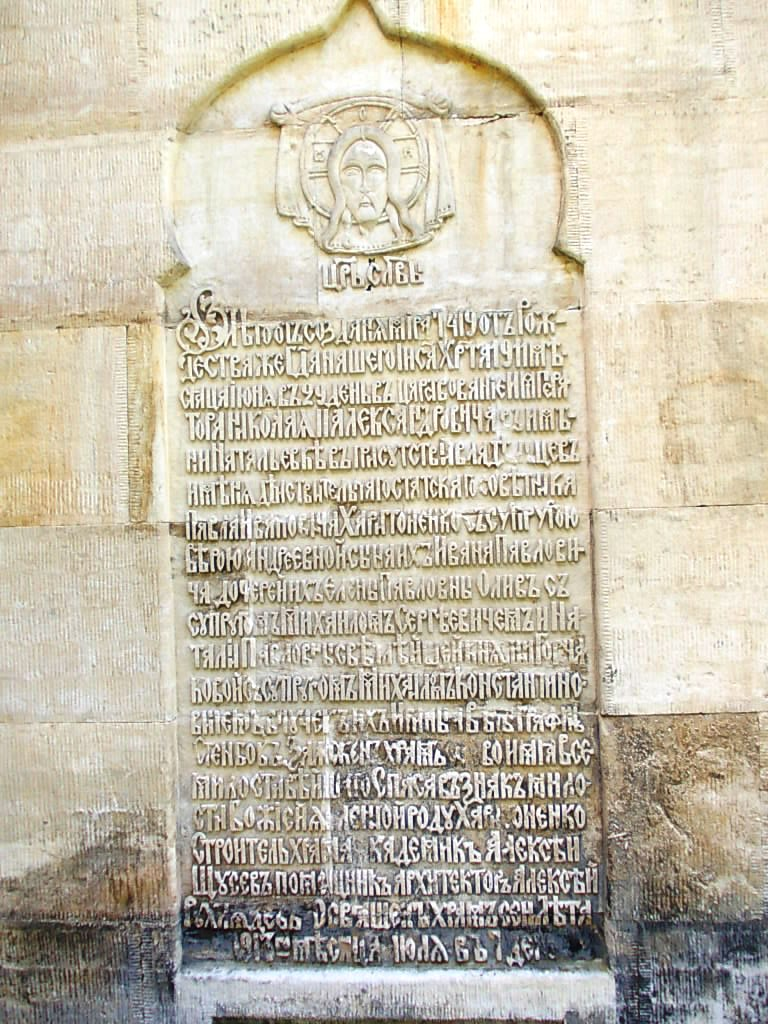
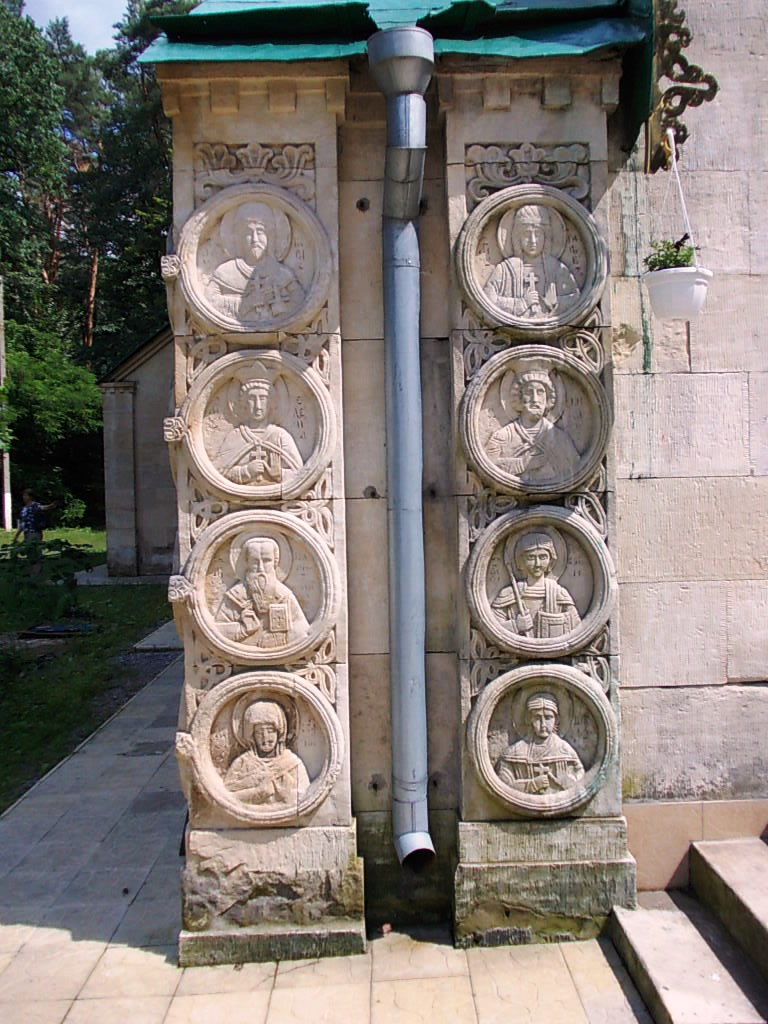
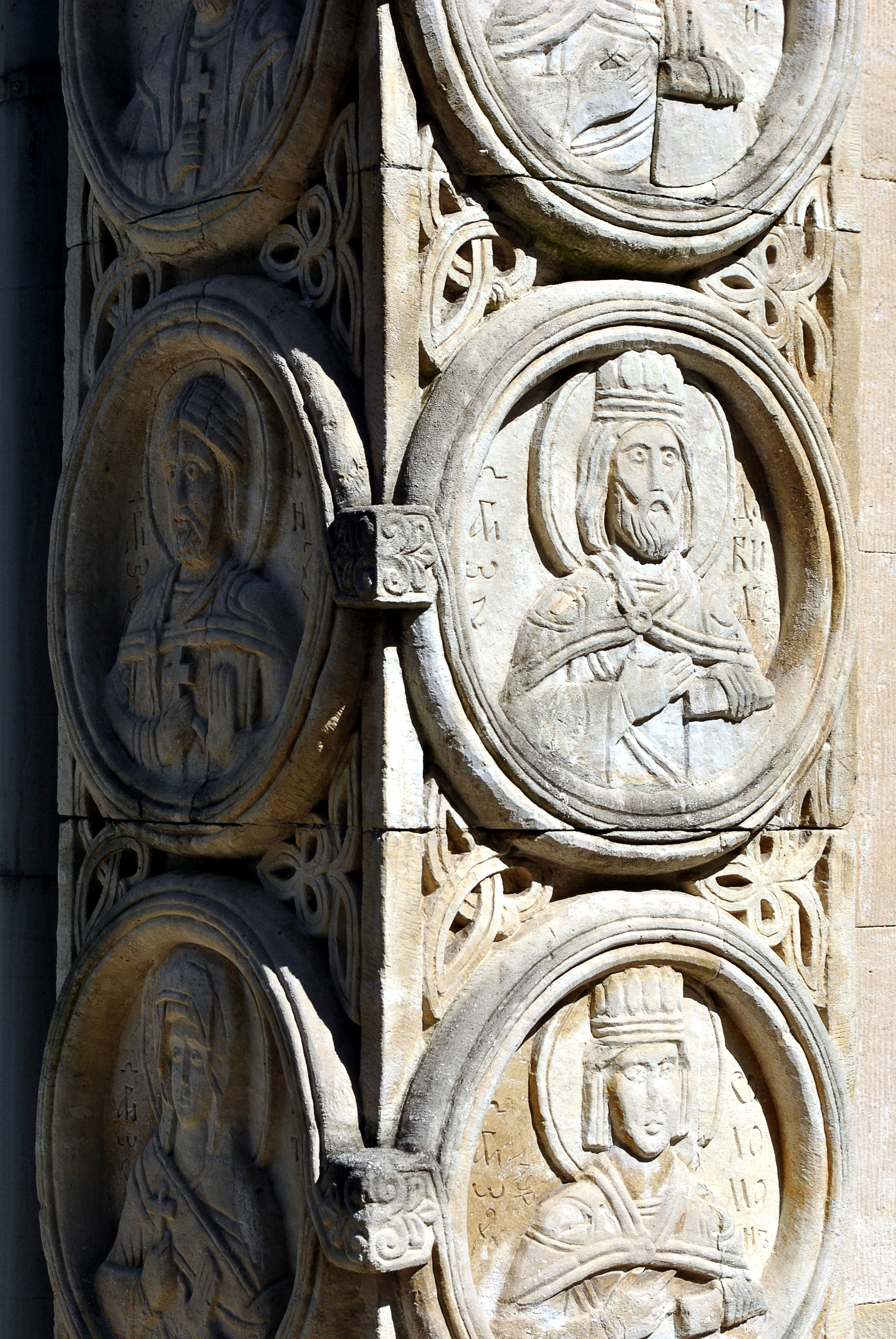
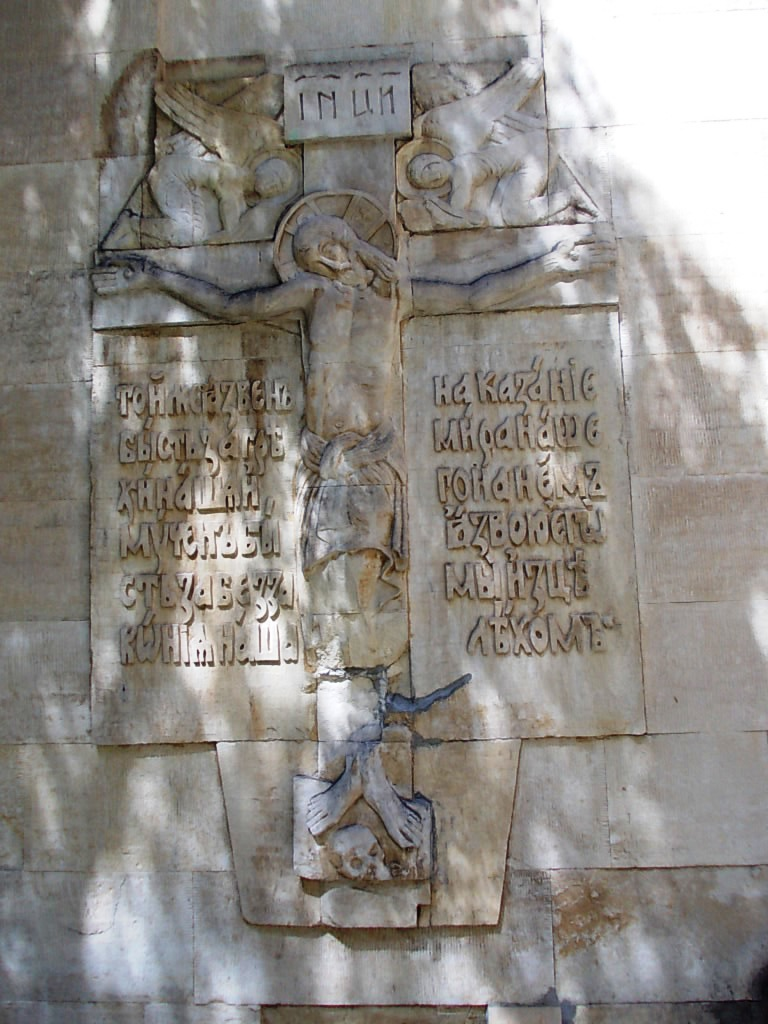
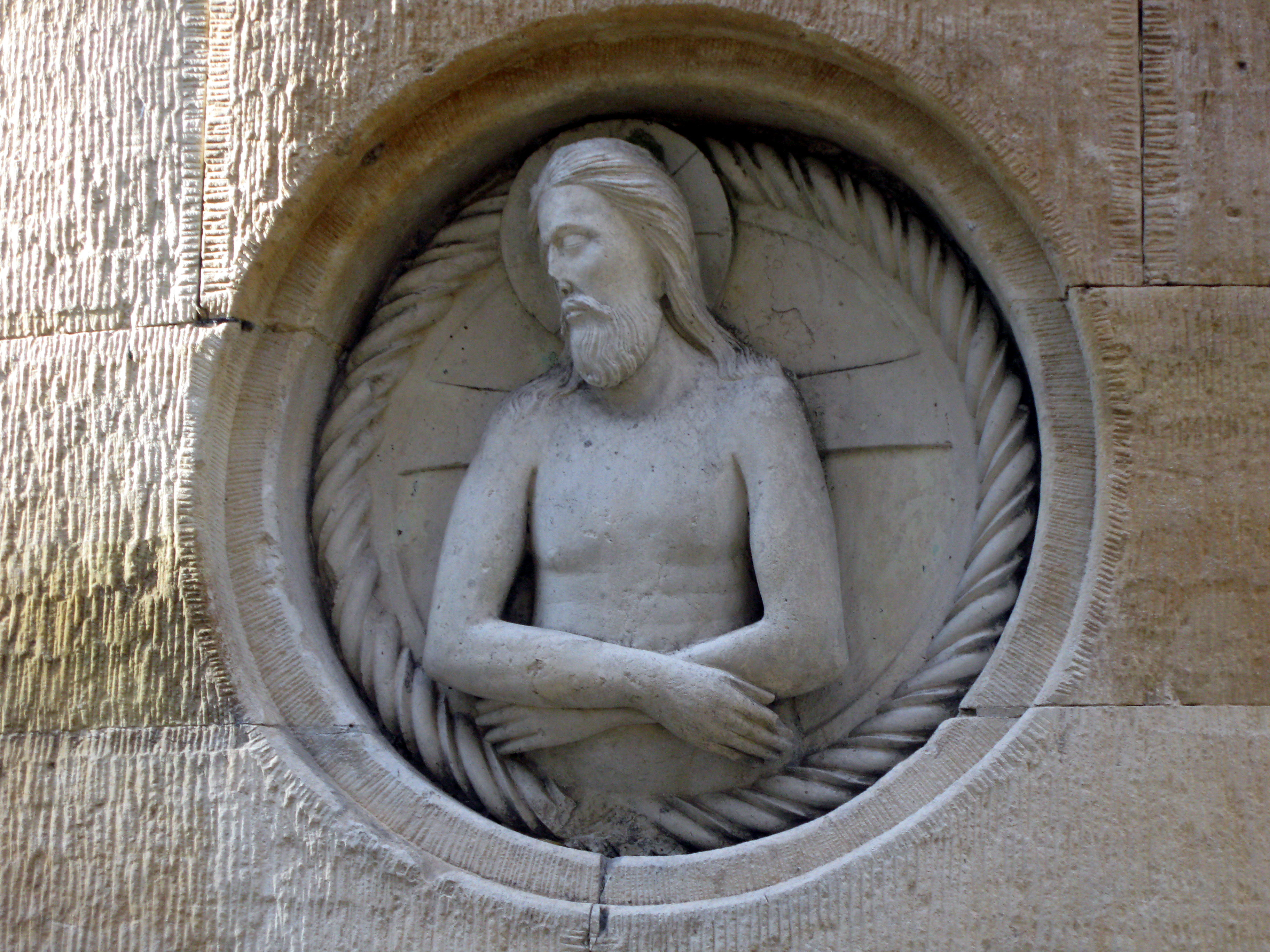
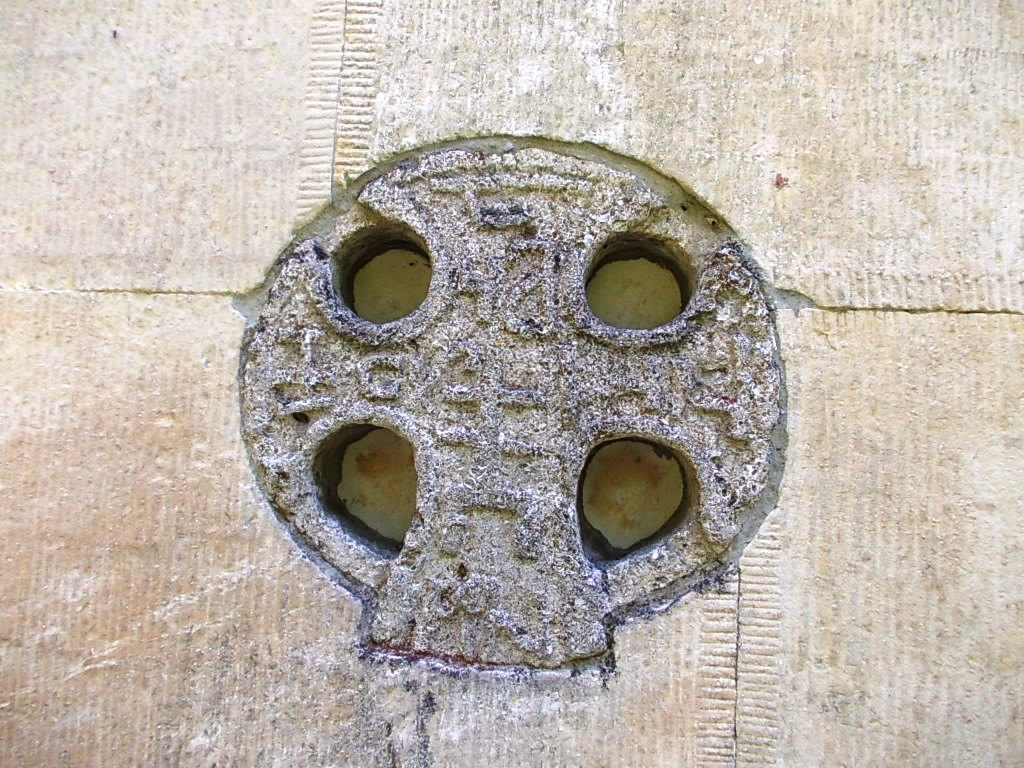